# Eurre
Eurre este o comună în departamentul Drôme din sud-estul Franței. În 2009 avea o populație de 1.126 de locuitori.

## Evoluția populației
| An        | 1975 | 1982 | 1990 | 1999  | 2006  | 2009  |
| --------- | ---- | ---- | ---- | ----- | ----- | ----- |
| Populație | 643  | 817  | 923  | 1.018 | 1.091 | 1.126 |